# 구미 수다사 영산회상도
구미 수다사 영산회상도(龜尾 水多寺 靈山會上圖)는 대한민국 경상북도 구미시 무을면 상송리, 수다사에 있는 조선시대의 불화이다. 2002년 7월 15일 경상북도의 유형문화재 제336호로 지정되었다가, 2010년 2월 24일 대한민국의 보물 제1638호로 승격 지정되었다.

## 개요
1731년에 조성된 이 불화는 도익(道益) 등 4명의 화승이 제작한 석가모니후불도이다. 8보살과 범천, 제석천, 10대 제자, 사천왕, 8금강 일부, 타방불 등이 본존인 석가모니를 둘러싸고 시립하였는데, 위로 올라갈수록 권속들이 작게 묘사되어 자연스럽게 본존에게로 보는 이의 시선을 유도하고 있다.
불, 보살의 원만한 상호와 녹색과 적색을 주조로 한 차분한 색조, 천의와 법의를 가득 메운 화려한 문양, 균형 잡힌 안정된 신체표현, 유려하면서도 세밀한 필치 등 18세기 전반기 불화의 특징이 잘 드러나 있다.

## 같이 보기
- 영산회상도

## 참고 자료
- 구미 수다사 영산회상도 - 국가유산청 국가유산포털